# Mesnières-en-Bray
Mesnières-en-Bray est une commune française située dans le département de la Seine-Maritime en région Normandie, connue pour son château Renaissance.

## Géographie

### Localisation
La commune est un village rural du Pays de Bray situé dans la vallée de la Béthune, à 6 km au nord-ouest de Neufchâtel-en-Bray, une trentaine de kilomètres au sud-est de Dieppe et une quarantaine au nord-est de Rouen.
« Le village conserve une typologie rurale traditionnelle, notamment en cœur de bourg, avec une forme de bâti en longères, inscrites sur des parcelles accueillant des productions agricoles (potagers, prés-vergers, petit élevage) conférant au village une qualité d’ambiances que les récents aménagements ou opérations de constructions n’ont pas altéré ».
La commune est traversée par l'avenue verte, itinéraire cyclable qui relie Paris à Londres.

### Hydrographie
La commune est située dans le bassin Seine-Normandie. Elle est drainée par l'Arques, le cours d'eau 01 du Bas de Fresles, le fossé 01 de la commune de Mesnieres-en-Bray, le fossé des Prés Raoul, le fossé du Remburé, la Béthune, le ruisseau de Fresles et un bras de la Béthune,,.
L'Arques, d'une longueur de 67 km, prend sa source dans la commune de Gaillefontaine, à une altitude de 204 m (le cours d'eau porte alors le nom de rivière de la Béthune) et se jette  dans la Manche à Dieppe, après avoir traversé 24 communes.

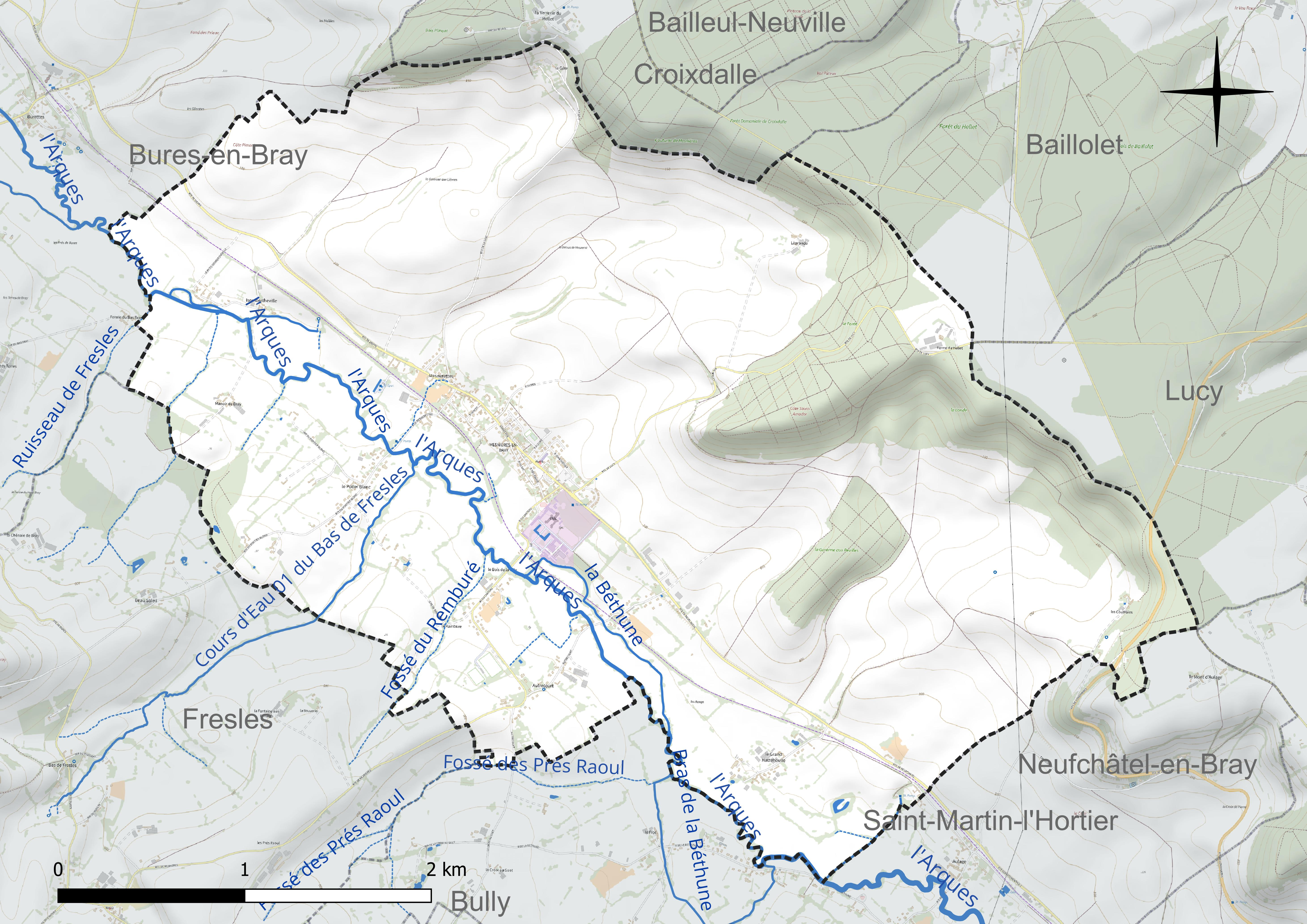
Réseau hydrographique de Mesnières-en-Bray.

### Climat
Pour des articles plus généraux, voir Climat de la Normandie et Climat de la Seine-Maritime.
En 2010, le climat de la commune est de type climat océanique altéré, selon une étude du CNRS s'appuyant sur une série de données couvrant la période 1971-2000. En 2020, Météo-France publie une typologie des climats de la France métropolitaine dans laquelle la commune est exposée à un climat océanique et est dans la région climatique Côtes de la Manche orientale, caractérisée par un faible ensoleillement (1 550 h/an) ; forte humidité de l’air (plus de 20 h/jour avec humidité relative > 80 % en hiver), vents forts fréquents. Parallèlement le GIEC normand, un groupe régional d’experts sur le climat, différencie quant à lui, dans une étude de 2020, trois grands types de climats pour la région Normandie, nuancés à une échelle plus fine par les facteurs géographiques locaux. La commune est, selon ce zonage, exposée à un « climat contrasté des collines », correspondant au Pays de Bray, bien arrosé et frais.
Pour la période 1971-2000, la température annuelle moyenne est de 10,5 °C, avec une amplitude thermique annuelle de 13,6 °C. Le cumul annuel moyen de précipitations est de 892 mm, avec 13,3 jours de précipitations en janvier et 8,4 jours en juillet. Pour la période 1991-2020, la température moyenne annuelle observée sur la station météorologique la plus proche, située sur la commune de Bouelles à 10 km à vol d'oiseau, est de 10,7 °C et le cumul annuel moyen de précipitations est de 838,4 mm,. Pour l'avenir, les paramètres climatiques de la commune estimés pour 2050 selon différents scénarios d’émission de gaz à effet de serre sont consultables sur un site dédié publié par Météo-France en novembre 2022.

## Urbanisme

### Typologie
Au 1er janvier 2024, Mesnières-en-Bray est catégorisée commune rurale à habitat dispersé, selon la nouvelle grille communale de densité à sept niveaux définie par l'Insee en 2022.
Elle est située hors unité urbaine. Par ailleurs la commune fait partie de l'aire d'attraction de Neufchâtel-en-Bray, dont elle est une commune de la couronne,. Cette aire, qui regroupe 15 communes, est catégorisée dans les aires de moins de 50 000 habitants,.

### Occupation des sols
L'occupation des sols de la commune, telle qu'elle ressort de la base de données européenne d’occupation biophysique des sols Corine Land Cover (CLC), est marquée par l'importance des territoires agricoles (83,9 % en 2018), une proportion sensiblement équivalente à celle de 1990 (84,1 %). La répartition détaillée en 2018 est la suivante : 
terres arables (52,4 %), prairies (31,5 %), forêts (13,8 %), zones urbanisées (2,3 %). L'évolution de l’occupation des sols de la commune et de ses infrastructures peut être observée sur les différentes représentations cartographiques du territoire : la carte de Cassini (XVIIIe siècle), la carte d'état-major (1820-1866) et les cartes ou photos aériennes de l'IGN pour la période actuelle (1950 à aujourd'hui).

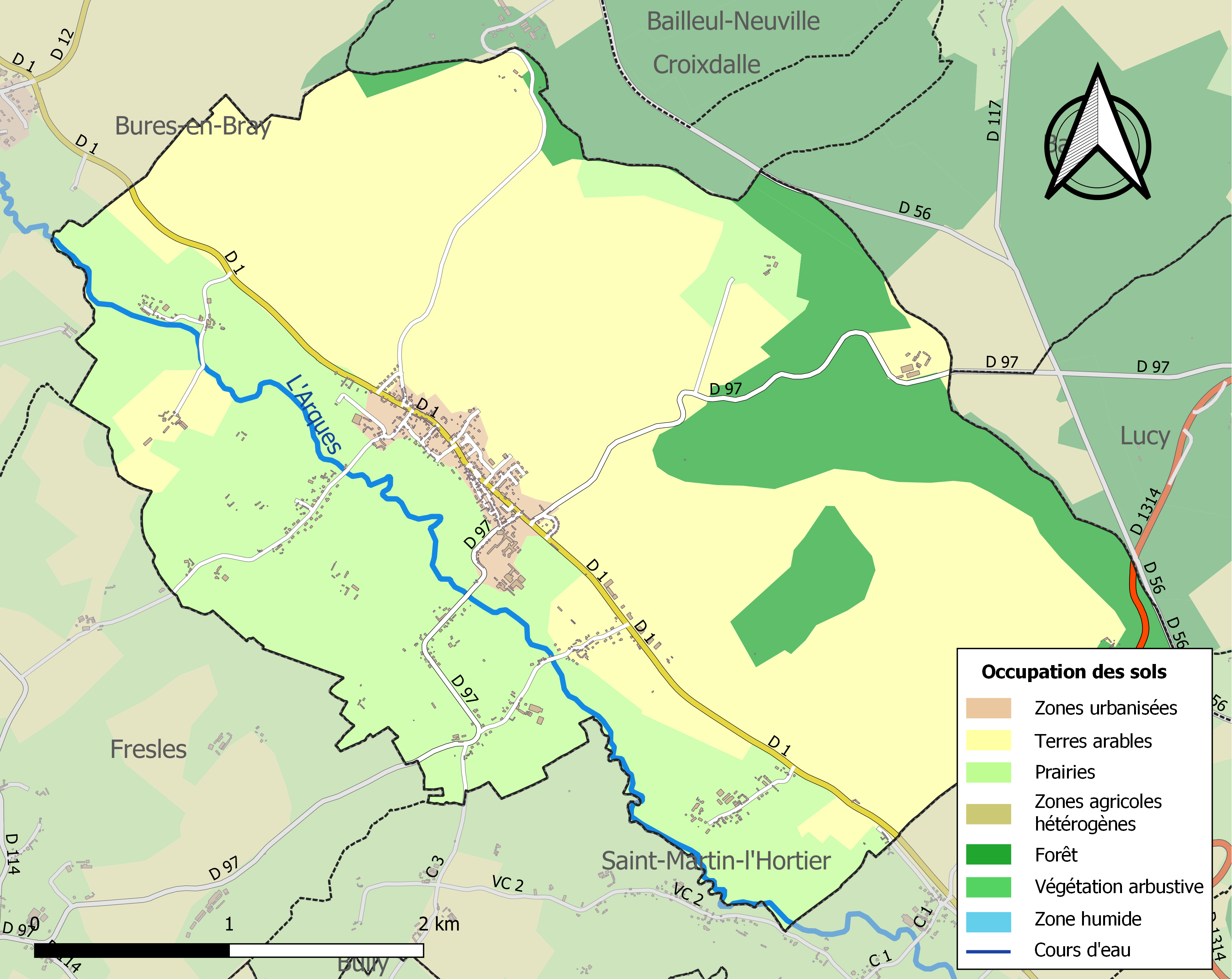
Carte des infrastructures et de l'occupation des sols de la commune en 2018 (CLC).

### Habitat et logement
En 	2018	, le nombre total de logements dans la commune était de 	388, alors qu'il était de 	379		en 	2013	et de 	352		en 	2008.
Parmi ces logements, 	90,4	 % étaient des résidences principales, 	3,9	 % des résidences secondaires et 	5,7	 % des logements vacants. Ces logements étaient pour 96,6	% d'entre eux des maisons individuelles et pour 	3,1	 % des appartements.
Le tableau ci-dessous présente la typologie des logements à 	Mesnières-en-Bray en 2018	en comparaison avec celle de la Seine-Maritime	et de la France entière. Une caractéristique marquante du parc de logements est ainsi				 une proportion de résidences secondaires et logements occasionnels (3,9 %) supérieure à celle du département (3,9 %) et à celle de la France entière (9,7 %). Concernant le statut d'occupation de ces logements, 	72,2	% des habitants de la commune sont propriétaires de leur logement (69,6 % en 2013), contre 53	% pour la Seine-Maritime	 et 57,5 pour la France entière	.
| Typologie                                               | Mesnières-en-Bray | Seine-Maritime | France entière |
| ------------------------------------------------------- | ----------------- | -------------- | -------------- |
| Résidences principales (en %)                           | 90,4              | 88             | 82,1           |
| Résidences secondaires et logements occasionnels (en %) | 3,9               | 3,9            | 9,7            |
| Logements vacants (en %)                                | 5,7               | 8,1            | 8,2            |

## Toponymie
Le nom de la localité est attesté sous la forme Maineres en 1043, Mesnieres en 1793, Mesnières-en-Bray en 1915.
Pluriel de l'oïl maisniére, toponyme avec le sens de « manoir » ou de « demeure rurale, ferme ».
Le pays de Bray, une région naturelle à cheval entre la Normandie et la Picardie.

## Histoire
Dans l'Antiquité, le site est traversé par une voie romaine, et on a retrouvé des vestiges gallo-romains à la ferme des Murailles, à la limite extrême de Mesnières, vers Bures et Presles.
Des sépultures mérovingiennes ont été retrouvées dans le parc du château à l'occasion de travaux menés au XIXe siècle.
Au XIe siècle, Robert de Mesnières y construit une forteresse en bois, qui sera détruite par les Anglais au XVe siècle.
En 1835, le château de Mesnières fut acquis à la mort sur place de Charles-Nicolas de Biencourt, marquis de Poutrincourt, par une œuvre religieuse d'enseignement réunissant un orphelinat et un pensionnat, la communauté des Frères de la Miséricorde fondé par le  vicaire de l'église Saint-Vincent de Rouen, l'Abbé Charles Eude. En 1858, le pensionnat compte 123 élèves et accueille 70 d'orphelins. Des adjonctions au château interviennent progressivement, et, en 1878, l'établissement est repris par la congrégation des Pères du Saint-Esprit. Son école d'agriculture devient une référence en termes de modernité agricole. En 1891, à son apogée, l'institution comptait 62 scolastiques, 110 collégiens secondaires, 272 primaires et 86 professionnels soit 530 élèves. Lors de l'expulsion des congrégations de 1903, les Pères du Saint-Esprit quittent Mesnières. Ils sont ultérieurement remplacés par les enseignants de l'Institution Saint-Joseph.
En 1873, les chemins de fer de l'Ouest mettent en service la section de Neufchâtel-en-Bray à Dieppe de la ligne de Saint-Denis à Dieppe, et le bourg est desservi par la gare de Mesnières-en-Bray. Cette desserte prend fin en 1988, lors de la fermeture de la section Serqueux – Dieppe aux voyageurs.

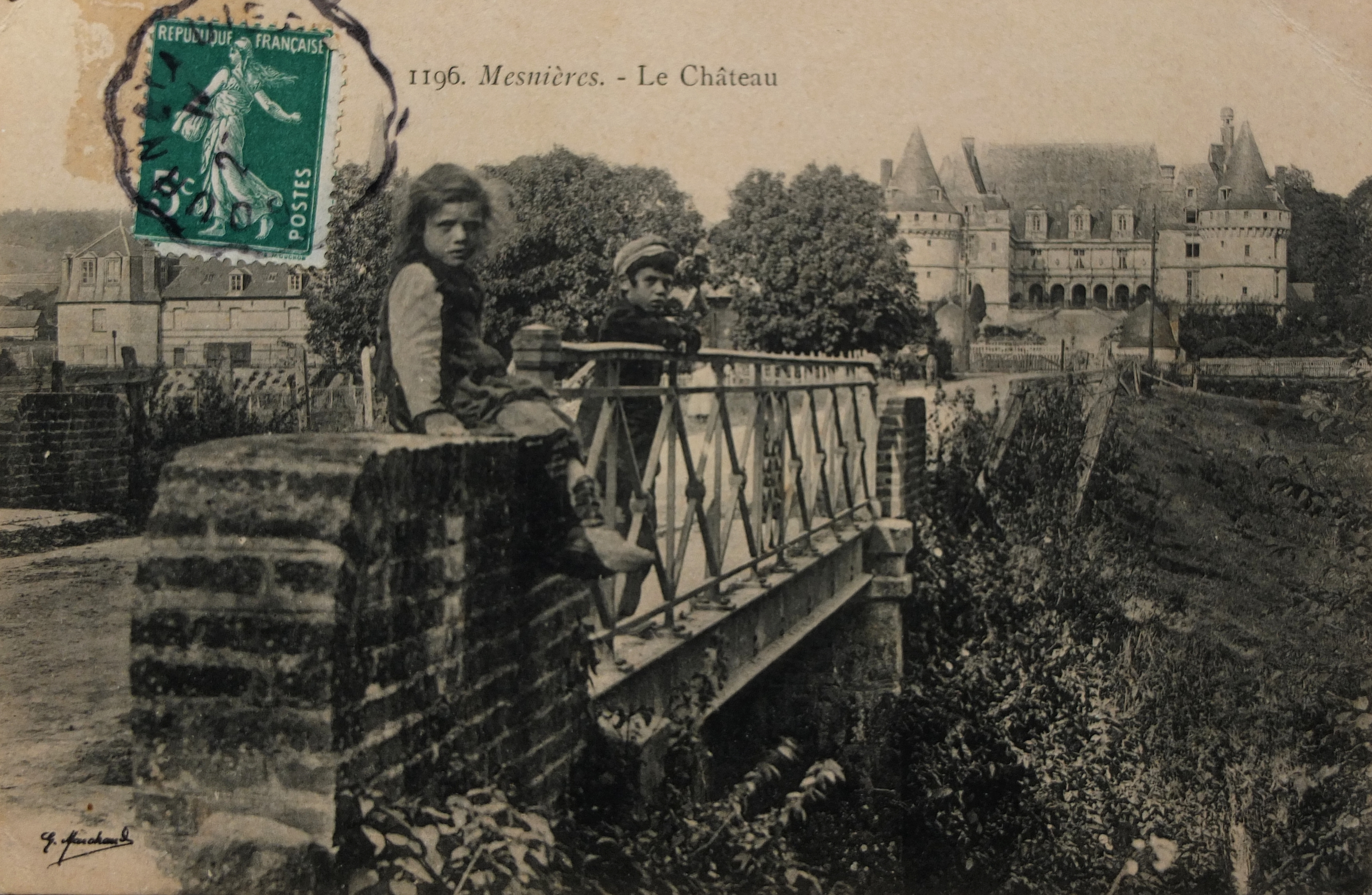
Le château, dans les premières années du XXe siècle.

Le château accueille en 2019 un centre de formation de la réserve opérationnelle de la Gendarmerie nationale.

## Politique et administration

### Rattachements administratifs et électoraux
La commune se trouve depuis 1926 dans l'arrondissement de Dieppe du département de la Seine-Maritime. Pour l'élection des députés, elle fait partie depuis 2012 de la sixième circonscription de la Seine-Maritime.
Elle fait partie depuis 1793 du canton de Neufchâtel-en-Bray. Dans le cadre du redécoupage cantonal de 2014 en France, ce canton, dont la commune est toujours membre, est modifié, passant de 23 à 70 communes.

### Intercommunalité
La commune était membre de la petite communauté de communes du Pays Neufchâtelois, créée fin 1997 par transformation de l'ancien SIVOM de Neufchâtel, constitué le 26 octobre 1977.
Dans le cadre des dispositions de la loi portant nouvelle organisation territoriale de la République (Loi NOTRe) du 7 août 2015, qui prévoit que les établissements publics de coopération intercommunale (EPCI) à fiscalité propre doivent avoir un minimum de 15 000 habitants, celle-ci fusionne avec sa voisine pour former la communauté de communes dénommée Communauté Bray-Eawy, dont est désormais membre Mesnières-en-Bray.

### Liste des maires
| Période                                  | Période                         | Identité      | Étiquette     | Qualité |
| ---------------------------------------- | ------------------------------- | ------------- | ------------- | --- |
| Les données manquantes sont à compléter. |                                 |               |               | |
| 1959                                     | 1981                            | Jean Dossier  |               | |
| 1981                                     | mars 1983                       | Eugène Massy  |               | |
| mars 1983                                | mars 1989                       | Hervé Berthou |               | |
| mars 1989                                | En cours (au 29 septembre 2021) | Dany Minel    | DVG puis LREM | Enseignant, Conseiller général de Neufchâtel-en-Bray (1992 → 2015) Président de la CC du Pays Neufchâtelois (1998 → 2016) Réélu pour le mandat 2020-2026, |

### Distinctions et labels
La commune est reconnue pour son fleurissement et bénéficie de quatre fleurs au concours des villes et villages fleuris depuis 2015, labellisation renouvelée en 2018 pour trois ans. En 2021, elle accède à la plus haute distinction en la matière, la Fleur d'Or, attribuée pour un an à au maximum 9 communes françaises, qui disposent déjà « 4 Fleurs » et présentent une démarche exemplaire en matière de fleurissement et d'environnement
La commune protège l'habitat d'un papillon, le damier de la succise, espèce emblématique des coteaux calcicoles du pays de Bray, ce qui lui a valu l'un des cinq Grands prix de la biodiversité délivré en France en 2019, qui a été délivré dans la catégorie Suivi scientifique et méthodologique.
Elle a obtenu en 2018 le label « Plan mercredi », délivré  par la Direction départementale de la cohésion sociale de Seine-Maritime

## Population et société

### Démographie
L'évolution du nombre d'habitants est connue à travers les recensements de la population effectués dans la commune depuis 1793. Pour les communes de moins de 10 000 habitants, une enquête de recensement portant sur toute la population est réalisée tous les cinq ans, les populations de référence des années intermédiaires étant quant à elles estimées par interpolation ou extrapolation. Pour la commune, le premier recensement exhaustif entrant dans le cadre du nouveau dispositif a été réalisé en 2007.

En 2022, la commune comptait 941 habitants, en évolution de −1,36 % par rapport à 2016 (Seine-Maritime : +0,35 %, France hors Mayotte : +2,11 %).
| 1793 | 1800 | 1806 | 1821 | 1831 | 1836 | 1841 | 1846 | 1851 |
| ---- | ---- | ---- | ---- | ---- | ---- | ---- | ---- | ---- |
| 666  | 547  | 621  | 573  | 573  | 600  | 748  | 732  | 872  |

| 1856 | 1861 | 1866 | 1872 | 1876 | 1881 | 1886  | 1891  | 1896 |
| ---- | ---- | ---- | ---- | ---- | ---- | ----- | ----- | ---- |
| 667  | 832  | 802  | 856  | 851  | 852  | 1 088 | 1 219 | 944  |

| 1901 | 1906  | 1911  | 1921  | 1926  | 1931 | 1936  | 1946 | 1954 |
| ---- | ----- | ----- | ----- | ----- | ---- | ----- | ---- | ---- |
| 976  | 1 029 | 1 058 | 1 067 | 1 024 | 996  | 1 033 | 901  | 789  |

| 1962 | 1968 | 1975 | 1982 | 1990 | 1999 | 2006 | 2007 | 2012  |
| ---- | ---- | ---- | ---- | ---- | ---- | ---- | ---- | ----- |
| 658  | 632  | 629  | 561  | 609  | 706  | 872  | 884  | 1 021 |

| 2017 | 2022 | - | - | - | - | - | - | - |
| ---- | ---- | - | - | - | - | - | - | - |
| 927  | 941  | - | - | - | - | - | - | - |

C'est la commune de l'ancienne région Haute-Normandie avec le plus fort taux de population comptée à part en 2006 selon l'Insee, avec 24,9 % (289 personnes pour une population totale de 1 161 habitants). Ce taux est dû à la présence de l'internat de l'institution Saint-Joseph.

### Enseignement
- Les enfants de la commune sont scolarisés au sein du SIVOS du Bas Bray, qui regroupe les communes d'Osmoy-Saint-Valéry, Bures-en-Bray et Mesnières-en-Bray. Celle-ci accueille accueille en 2018-2019 les classes maternelles et les élèves du cours préparatoire, soit 87 enfants[42].
- Le collège et lycée horticole et forestier Saint-Joseph - Daniel-Brottier, établissement privé, est implanté au Château de Mesnières[43].

### Manifestations culturelles et festivités
L’Association Sportive Mesniéroise a organisé le 3 février 2019 la 4e édition du Trail Fort et Vert, avec des parcours allant de 10,18 à 26 km, ainsi que le nouveau parcours de 34 km et la marche nordique de 10 km, ou la « rando-nature » de 7 km.

## Économie
La commune dispose d'un commerce de proximité, le bar, brasserie « au village », qui a des rayons épicerie, tabac, jeux et presse locale

## Culture locale et patrimoine

### Lieux et monuments

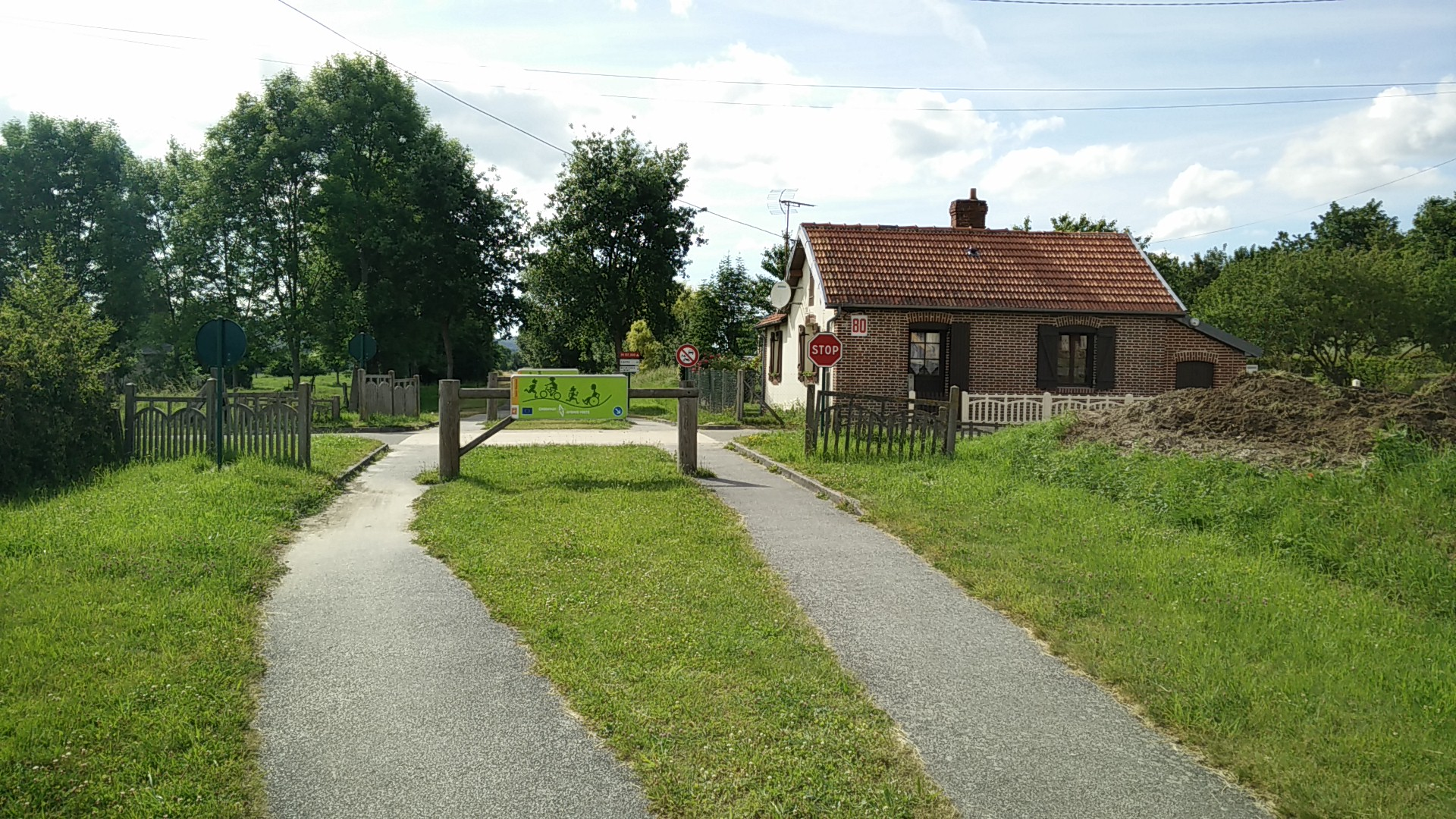
L'Allée verte, au niveau de l'ancien passage à niveau.

- Le château de Mesnières[46],[47], construit vers 1520 par le Baron Charles de Boissay en style Renaissance, et constitue un véritable château de la Loire en Normandie. 
En février 2004, une partie du château a brûlé pendant 5 heures. Une association des Amis du château avait alors vu le jour, qui a contribué à la reconstruction, qui a duré une dizaine d'années[48].
Visites les samedis et dimanches entre Pâques et la Toussaint, chaque jour en juillet et août, de 14 h à 18 h. Entrée payante, visite guidée[49].

- Église paroissiale Saint-Pierre et Saint-Paul. L'Abbé Cochet indiquait en 1871 : « faite de pièces et de morceaux, garde dans sa nef, refaite au XVIIe et XVIIIe siècles, des damiers romans du XIe siècle. Au côté nord est un collatéral terminé par une chapelle du XIIIe siècle, à chevet polygonal, dédiée à la Vierge. Le clocher, placé entre chœur et nef, ce qui prouve l'antiquité de l'église, a été détruit, sauf son escalier, et remplacé par un clocher moderne sans caractère, placé au portail. La cloche actuelle est de 1751. Le chœur, originairement du XIIIe siècle, a été refait en 1618. C'est à cette époque que l'on fit la jolie arcade de style ionique, sur colonnes cannelées, qui le met en communication avec la chapelle de la Sainte-Vierge. Chapelle Saint-Hubert sur le flanc méridional, construite au XVIe siècle par les seigneurs, qui y avaient leur banc et leur caveau sépulcral[26] ».
- La colline Saint-Amador, qui domine la vallée de la Béthune et les paysages bocager du pays de Bray. Une table d'orientation y est installée, un parcours botanique a été aménagé sur ce site emblématique des pelouses calcicoles du  Pays de Bray. On peut y apercevoir le Damier de la succise.
- Plusieurs dizaines de kilomètres de chemins de randonnée balisés et régulièrement entretenus.
- L'Avenue verte : il s'agit de l'ancienne voie ferrée de Paris à Dieppe aménagée pour les déplacements non motorisés. D'une longueur de plus de quarante kilomètres, c'est le site idéal pour pratiquer la randonnée en toute sécurité. À pied, à vélo ou en rollers, chacun appréciera sa faible déclivité, sa piste en enrobé.
- Le lavoir des Amoureux-Inconnus, accessible de l'Avenue verte, à mi-chemin entre Mesnières-en-Bray et le lieu-dit Mesnerettes[50].
- L'ancienne gare de Mesnières-en-Bray.
- L'aire de campings-cars, qui accueille en moyenne une dizaine de véhicules par jour[51].

### Personnalités liées à la commune
- Le premier Seigneur de Mesnières est Robert, connu pour avoir fait en 1043 une donation aux religieuses bénédictines de l'Abbaye Sainte-Catherine du Mont de Rouen, dotation attestée par une charte contresignée par Guillaume le Conquérant. Un de ses parents ou lui-même débarquera en Angleterre et participera à la bataille d'Hastings[52].
- Nicolas Vimar (1744-1829) Député en 1791 et au Conseil des Anciens, membre du Sénat conservateur et pair de France, né à Mesnières[53]

### Héraldique
| Blason de Mesnières-en-Bray | Blason  | Les armes de la commune de Mesnières-en-Bray se blasonnent ainsi : échiqueté d’argent et de sable de cinq tires. |
| Blason de Mesnières-en-Bray | Détails | Le statut officiel du blason reste à déterminer.                                                                 |